# Pusher-Konfiguration

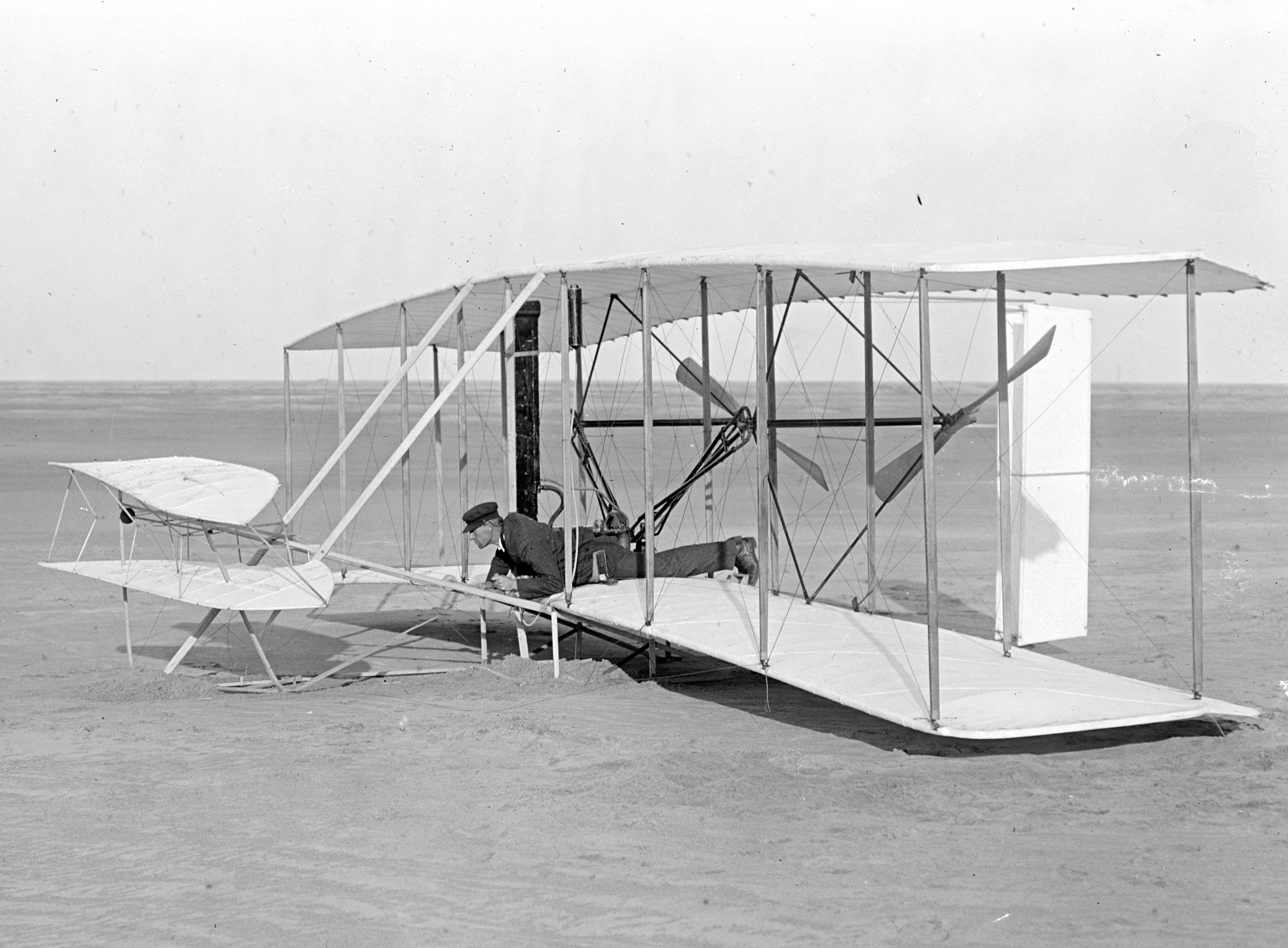
Der Wright-Flyer von 1903 und viele andere frühe Motorflugzeuge hatten Druckpropeller.

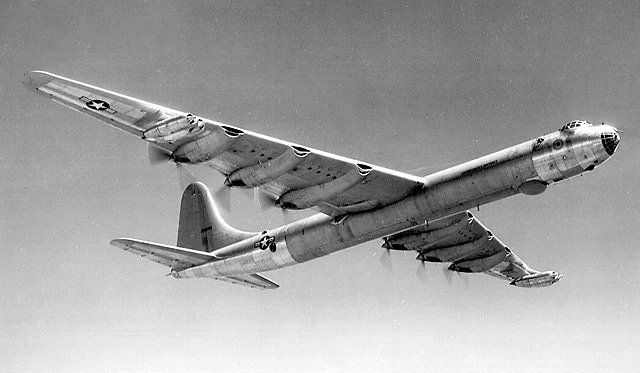
Die Convair B-36 „Peacemaker“, ein Flugzeug mit Pusher-Konfiguration.

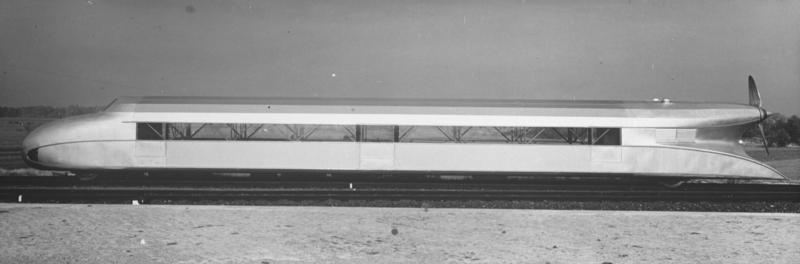
Der Schienenzeppelin von 1929 ist ein Schienenfahrzeug mit Druckpropeller.

Die Pusher-Konfiguration (von englisch pusher configuration, „Schubanordnung, Druckanordnung“) bezeichnet eine Antriebsbauweise, bei der die Propeller hinter dem Triebwerk zu finden sind. Dies kann bei allen Verkehrsmitteln der Fall sein, die mit Propellern betrieben werden (Flugzeuge, Luftkissenfahrzeuge, Luftschiffe, Schienenzeppelin etc.). Mit Pusher-Konfiguration ausgerüstete Fahrzeuge bezeichnet man auch als Pusher. Ist der Propeller so angebracht, dass er „drückt“, wird er als Druckpropeller bezeichnet.

## Push-Pull
Die Kombination von Pusher- und Tractor-Konfiguration wird als Push-Pull bezeichnet.